# Katima-Mulilo-Brücke
Die Katima Mulilo-Brücke (englisch Katima Mulilo Bridge), auch Sambesibrücke (englisch Zambezi Bridge), ist eine Straßenbrücke über den Sambesi bei den Städten Katima Mulilo in Namibia (auf dem südlichen Ufer) und Sesheke in Sambia (auf dem Nordufer).
Die Brücke ist das letzte Verbindungsstück im Walvis Bay-Ndola-Lubumbashi Development Road, um die Bergbaugebiete des Copperbelts in Sambia und der Demokratischen Republik Kongo mit dem Tiefseehafen Walvis Bay in Namibia zu verbinden.

## Lage
Die Katima Mulilo-Brücke steht auf sambischem Gebiet wenige Meter von der Grenze und der dort endenden namibischen Nationalstraße B8 sowie dem Grenzübergang zwischen Namibia und Sambia entfernt. Der namengebende Ort Katima Mulilo liegt etwa drei Kilometer weiter östlich. Die Brücke führt die sambische Straße M10 über die Katima-Stromschnelle des Sambesi. Auf der nördlichen, linken Seite des Flusses führt die M10 über Sesheke nach Livingstone. Auf der anderen Seite der Brücke verläuft sie auf der südlichen, rechten Seite, bis sie über die 2016 fertiggestellte Sioma Bridge wieder auf die nördliche Seite wechselt und über Senanga nach Mongu führt.

## Geschichte
Die Geschichte der Brücke ist eng mit Klaus Dierks verbunden. Als Chef-Brückeningenieur in Namibias damaligen Department of Transport begann er bereits 1982 mit der Planung einer Brücke über den Sambesi. Namibia, das seit 1920 aufgrund eines Völkerbundmandats von Südafrika verwaltet wurde, war in seinen Wirtschaftsbeziehungen und Verkehrsverbindungen ganz auf Südafrika ausgerichtet. Dierks war der Ansicht, dass eine Verkehrsverbindung durch den Caprivizipfel nach Sambia für die wirtschaftliche Entwicklung Namibias wichtig sei, auch wenn sie nicht mit den politischen Interessen des damaligen Südafrikas zu vereinbaren war, das Sambia obendrein als Feindstaat ansah. Er wurde deshalb 1984 aus dem Staatsdienst entlassen. Das als Brücke 508 verzeichnete Projekt konnte erst 1990 nach der Unabhängigkeit Namibias weiterverfolgt werden, als Dierks Stellvertretender Minister im Ministerium für Öffentliche Arbeiten und Verkehr wurde. Zunächst musste jedoch der Trans-Caprivi-Highway geplant, finanziert und gebaut werden, der 1997/98 fertiggestellt wurde. Das Brückenprojekt wurde von der SADC genehmigt und in einem Staatsvertrag mit Sambia vereinbart. In den Finanzierungverhandlungen zwischen dem Bundesministerium für wirtschaftliche Zusammenarbeit und Entwicklung, der KfW und Dierks als Vertreter Namibias ergab es sich, dass es einfacher wäre, wenn die Brücke wenige Meter weiter westlich vollständig auf sambischem Gebiet läge. Dies hatte außerdem den Vorteil, dass sie mit der jetzigen M10 auch eine sambische Straße ohne Grenzkontrollen über den Sambesi führen würde.
1999 wurden Gauff Ingenieure und das namibische Büro VKE Namibia mit der Entwurfsplanung der Brücke beauftragt. 2000 wurde sie ausgeschrieben und an das südafrikanische Unternehmen Concor vergeben, damals eine Tochterfirma von Hochtief.
Die Bauarbeiten begannen im April 2002 und wurden im April 2004 beendet.

## Beschreibung

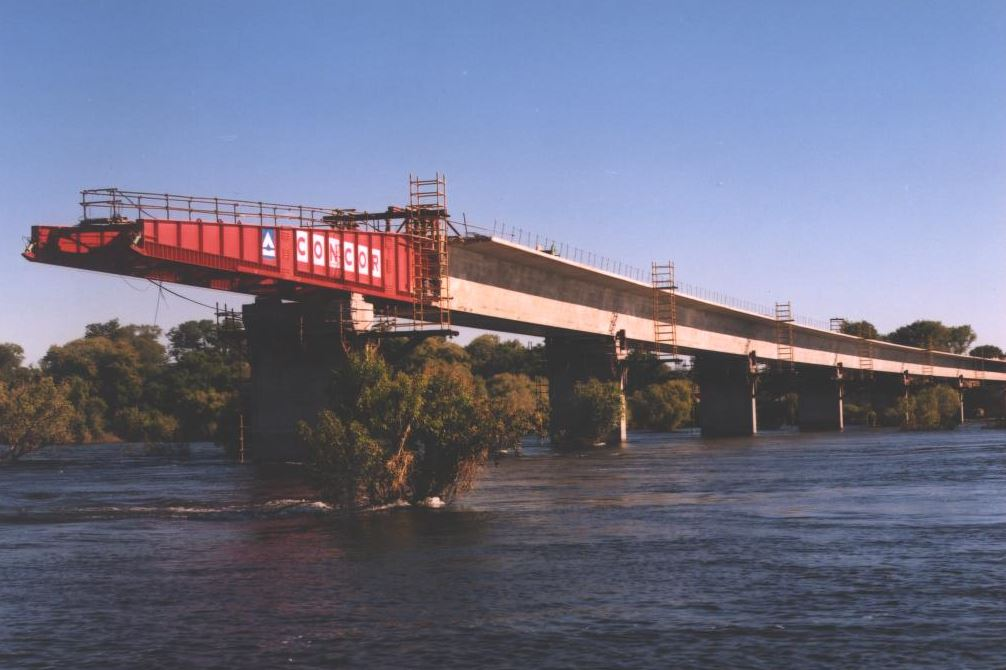
Katima Mulilo-Brücke im Bau (2003)

Die 877,4 m lange und 10,1 m breite Katima Mulilo-Brücke überquert den Sambesi in einem großen Bogen mit einem Radius von 1600 m. Sie hat zwei Fahrstreifen, beidseits schmale Gehwege und ist nachts beleuchtet.
Die Spannbeton-Hohlkastenbrücke hat 19 Felder mit Pfeilerachsabständen von 38,35 + 17×47,10 + 38,35 m. Sie wurde im Taktschiebeverfahren hergestellt und abschnittsweise über den Fluss geschoben.